# Witold Niewiadomski
Witold Marian Niewiadomski (ur. 2 stycznia 1911 we Lwowie, zm. 21 lutego 2005 w Olsztynie) – polski uczony, profesor nauk rolniczych, członek PAN.

## Życiorys
W 1933 ukończył studia na Uniwersytecie Jagiellońskim, następnie podjął pracę jako starszy asystent w Zakładzie Doświadczalnym Uprawy Torfowisk pod Sarnami. Brał udział w kampanii wrześniowej 1939, resztę wojny spędził w obozach jenieckich. Powrócił do Polski w 1946; był adiunktem w Katedrze Ogólnej Uprawy Roli i Roślin Uniwersytetu i Politechniki Poznańskiej. W 1951 został służbowo przeniesiony do Olsztyna do pracy w Wyższej Szkole Rolniczej; objął funkcję kierownika Katedry Ogólnej Uprawy Roli i Roślin, organizował pola doświadczalne w Pozortach (1952), Bałcynach (1954) i Łężanach (1958). W latach 1970–1975 kierował Instytutem Uprawy Roli i Roślin uczelni, przemianowanej w 1972 na Akademię Rolniczo-Techniczną. Pełnił również funkcje w kierownictwie uczelni - prodziekana Wydziału Rolniczego (1953-1954) i prorektora ds. dydaktycznych (1954-1956). Przeszedł na emeryturę w 1981, pozostał jednak związany z uczelnią (od 1999 Uniwersytetem Warmińsko-Mazurskim) do końca życia. Zmarł 21 lutego 2005 roku w Olsztynie. Został pochowany w Alei Zasłużonych na cmentarzu komunalnym w Olsztynie.
Kolejne stopnie naukowe uzyskiwał w 1947 (doktor), 1954 (profesor nadzwyczajny), 1964 (profesor zwyczajny). W 1973 został członkiem rzeczywistym PAN. W latach 1975–1983 przewodniczył Komitetowi Uprawy Roślin PAN, wchodził również w skład Rady Naukowej przy Ministerstwie Rolnictwa. Od 1955 był członkiem Polskiego Towarzystwa Gleboznawczego. Odbył kilka zagranicznych staży naukowych, głównie w dawnych krajach socjalistycznych. Wypromował 22 doktorów.
W pracy naukowej zajmował się agronomią i agrotechniką. Był autorem prac dotyczących teorii i technologii zagospodarowania zmeliorowanych torfowisk niskich, naukowych podstaw przyrodniczo-rolniczej regionalizacji, specyfiki rolnictwa na terenach erodowanych, koncepcji przestrzennego zagospodarowania krajobrazu rolnego. Łącznie ogłosił ponad 300 publikacji, w tym ok. 50 prac popularnonaukowych i 4 książki, m.in.:
- Regionalizacja - czołowy problem polskiego rolnictwa (1957, w: "Zeszyty Naukowe WSR Olsztyn")
- Rolnictwo jutra. Materiały sympozjum (1993)
- Progi polskiego rolnictwa (1997, w: "Zeszyty Naukowe ART Olsztyn")
- Stan badań nad regionalizacją produkcji roślinnej w Polsce (1979, w: "Z Problematyki Postępów Nauk Rolniczych")
- Waloryzacja specjalistycznych płodozmianów (1982, w: "Acta University Agriculture Facultas Agronomice, Brno")

Odebrał doktoraty honoris causa Akademii Rolniczej we Wrocławiu (1988), Szkoły Głównej Gospodarstwa Wiejskiego w Warszawie (1993), Akademii Rolniczo-Technicznej w Olsztynie (1995), Akademii Rolniczej w Krakowie (1996). Był laureatem nagród resortowych i kawalerem odznaczeń państwowych, został odznaczony m.in. Krzyżem Kawalerskim, Oficerskim i Komandorskim Orderu Odrodzenia Polski, Orderem Sztandaru Pracy I klasy, Medalem 30-lecia Polski Ludowej, Medalem 40-lecia Polski Ludowej, Medalem „Za udział w wojnie obronnej 1939”, Medalem Komisji Edukacji Narodowej, Odznaką tytułu honorowego „Zasłużony Nauczyciel PRL”, Odznaką „Zasłużony Pracownik Rolnictwa”. W 1978 został wpisany do Księgi Honorowej Samorządu Mieszkańców Olsztyna - Miejskiej Rady Narodowej. W czerwcu 2007 na Wydziale Kształtowania Środowiska i Rolnictwa Uniwersytetu Warmińsko-Mazurskiego odsłonięto tablicę pamiątkową poświęconą prof. Niewiadomskiemu, a jego imię nadano auli wykładowej.
Autor około 50 prac popularnonaukowych, 4 książek i około 170 prac naukowych.